# Labathude
Labathude ist eine französische Gemeinde mit 201 Einwohnern (Stand 1. Januar 2022) im Département Lot in der Region Okzitanien. Sie gehört zum Kanton Lacapelle-Marival und zum Arrondissement Figeac.

## Geografie
Die Gemeinde liegt im Südwesten des Zentralmassivs. Nachbargemeinden sind Terrou im Nordwesten, Saint-Médard-Nicourby im Norden, Montet-et-Bouxal im Osten, Sainte-Colombe im Südosten, Saint-Bressou im Süden, Lacapelle-Marival im Südwesten und Saint-Maurice-en-Quercy im Westen. Die Bave entspringt im Gemeindegebiet von Labathude.

## Bevölkerungsentwicklung
| Jahr      | 1962 | 1968 | 1975 | 1982 | 1990 | 1999 | 2008 | 2018 |
| --------- | ---- | ---- | ---- | ---- | ---- | ---- | ---- | ---- |
| Einwohner | 320  | 283  | 256  | 216  | 214  | 175  | 183  | 205  |